# 14吋50倍徑艦炮

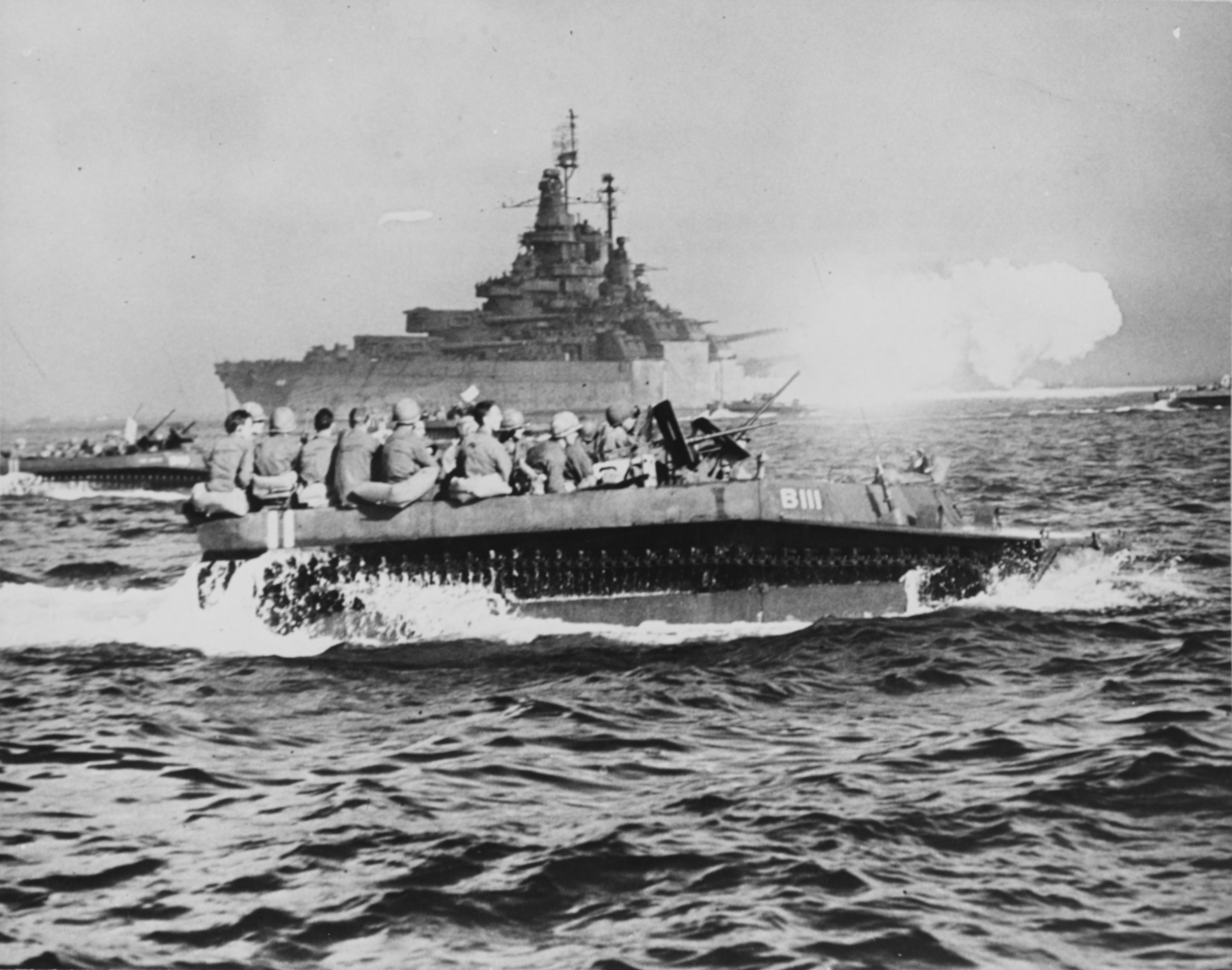
在進攻沖繩時提供火力支援的田納西號（BB-43）所搭載的14吋50倍徑艦炮。

14吋50倍徑艦炮（英語：14"/50 caliber naval gun，讀音：Fourteen-inch-fifty-caliber-naval-gun；又稱：356毫米50倍徑艦炮）是美國海軍所屬的所有新墨西哥级和田纳西级戰艦以上搭載的14英寸（356毫米）艦載主炮。這些艦隻還配備了首批“三炮”式砲塔，這意味著每座砲塔中的每門火炮都可藉由“獨立式套筒”以分別抬仰（但是，亦可將它倆鏈接起來，這樣它們就可以像其他海軍艦隻上的三連裝砲塔一樣抬升）。14吋50倍徑艦炮分別被命名為Mk 4和Mk 6，而其後的版本則被命名為Mk 7、Mk 11和Mk B，這些艦炮的火力要比美國前三級战列舰（即紐約、內華達和賓夕法尼亞三級的战列舰）上搭載的主砲，14吋45倍徑艦炮更為強大。

## 歷史記錄
14吋（356毫米）50倍徑艦炮是列星頓級仍然以最初的战列巡洋舰規格設計時所選以搭載的主炮，但其後在1917年重新設計型以下改為16吋50倍徑Mk 2艦炮。然後由於簽署了《华盛顿海军条约》，這艦級於1922年被取消。（並於同年被下令改建成為航空母舰）
14吋50倍徑艦炮於1916年設計，並於1918年在新墨西哥级战列舰以上服役。這些艦炮能夠從+15°將重達1,402磅（635.94）的穿甲彈發射至24,000碼（21,945.60）。每門艦炮（包括後膛以內）重達179,614磅（81,471.54），長達59.5英尺（18,135.60）。用於推進彈藥的裝藥重達470磅（213.19），裝在四個裝藥袋以內。
每根Mk 4筒緊身管均由主管、襯管和附有獨立的螺紋輪緣的螺栓框襯管所組成。此外還包括三具箍和兩具箍鎖環。Mk 6則稍有不同，因為它裝有單級步錐形襯套和均勻的膛線纏度。Mk 4與Mk 6兩式都採用了往下開口的間斷螺紋式炮閂和史密斯—阿斯伯里機構。在1920年代，海軍使用這些艦炮作極限射程炮擊時，遇到了彈著分散的問題。因此，海軍使用了多種方法以修正這些問題，包括修正射程表當中的錯誤、增加延遲線圈、減小膛室體積以及改善擊發座席。
Mk 7在1930年代設計，並且於1935年投入使用。這門艦炮包括一具較小的膛室、一具定心錐殼、單坡式帶席、均勻的膛線和一具炮管箍鎖環。其後推出了Mk 11，並且在炮膛當中塗上了铬鍍層。田纳西级战列舰在重新裝備時採用了14吋50倍徑Mk 11艦炮，其中田納西級於1942年進行了現代化改裝升級。這些艦炮修正了Mk 4和Mk 6所存在的彈著分散問題。
14吋50倍徑艦炮的更新版本Mk B是在1937年設計。它是計劃最初用以搭載於北卡罗来纳级战列舰的艦砲。儘管Mark B要比舊版本更為簡單、輕巧，卻是美國有歷史以來火力最強大的14吋武器。然而，由於條約當中對主炮口徑（14吋）的限制就在1937年被廢除了，這使得新型战列舰可以配備16英寸（406.40）艦炮，該原型艦炮的尚未完成。

## 海軍行動
14吋50倍徑艦炮都搭載在美國海軍所屬的五艘战列舰：新墨西哥號（BB-40）、密西西比號（BB-41）、愛達荷號（BB-42）、田納西號（BB-43）和加利福尼亞號（BB-44）以上。儘管在空襲珍珠港期間，田納西號和加利福尼亞號都遭到損壞，但這兩艘艦隻的火炮以及其他三艘都在第二次世界大战當中被用作對岸炮轟任務，而密西西比號、田納西號和加利福尼亞號都參與了最後線場上的海上戰役：苏里高海峡海战。在用作對岸炮轟平台時，這五艘战列舰都參與了戰爭的各個階段，例如1942年阿留申群島戰役（田納西號和愛達荷號）、1944年瓜加林戰役（新墨西哥號、密西西比號、愛達荷號和田納西號），和1944年關島戰役（新墨西哥號、愛達荷號、田納西號和加利福尼亞號）。

## 搭載14吋50倍徑艦炮的艦船
| 艦船                               | 搭載火炮         | 搭載炮架                                  |
| ---------------------------------- | ---------------- | ----------------------------------------- |
| 列克星敦级战列巡洋舰（1916年方案） | 火炮：14吋50倍徑 | - 炮塔：2 × 雙聯炮塔 - 炮塔：3 × 三聯炮塔 |
| 新墨西哥级戰艦                     | 火炮：14吋50倍徑 | 炮塔：4 × 三聯炮塔                        |
| 田纳西级戰艦                       | 火炮：14吋50倍徑 | 炮塔：4 × 三聯炮塔                        |
| 北卡罗来纳级戰艦（1935年“ B”方案） | Mk B：14吋50倍徑 | 炮塔：3 × 四聯炮塔                        |

## 列車炮型
第一次世界大战期間，法國西部戰線的14吋50倍徑火炮當中有五門被用作列車炮。其中一門Mk 2火炮，119L2號炮搭載於Mk 1列車炮架148號以上，目前位於華盛頓特區海軍船塢的美國海軍博物館；另一門為19號炮，搭載於M1918列車炮架9號以上，由馬里昂蒸汽鍬公司所建造，目前則在弗吉尼亚州李堡基地的美國陸軍軍械學校展出。

## 流行文化
14吋50倍徑艦炮的改型：Mk B型艦炮在2015年戰遊網大型多人在线角色扮演射击游戏《戰艦世界》當中的多次更新以後，以四聯裝砲塔之姿將三座搭載於修改至史實的北卡罗来纳级战列舰1935年“ B”方案的加值系艦船佛羅里達號以上。

### 年代、功能、性能相近的其他火炮
- 14吋M1907岸防炮（英语：14-inch gun M1907），相近的美國陸軍海岸炮
- EOC 14吋45倍徑艦炮（英语：EOC 14-inch 45-calibre naval gun），相近的當代英國艦炮
- 維克斯14吋45倍徑艦炮，相近的維克斯設計、日本艦炮
- 340毫米45倍徑1912年式艦炮（英语：340mm/45 Modèle 1912 gun），當代法國相近艦炮

## 資料來源
1. 1 2 3  DiGiulian, Tony. . Navweaps.com. 2008-08-15  [2008-11-23]. （原始内容存档于2009-01-02）.
2. ↑  在艦炮領域當中，倍徑表示火炮的長度，為長度除以直徑，因此50倍徑的14吋火炮的長度約為700英寸（17,780.00）。
3. ↑  Morison and Polmar (2003), pp. 71–72
4. 1 2  DiGiulian, Tony. . Navweaps.com. 2008-08-15  [2008-11-23]. （原始内容存档于2008-12-31）.
5. ↑  . 美國海軍軍艦辭典. 美國海軍部歷史與遺產司令部.   [9 December 2008].
6. ↑  . DANFS.   [9 December 2008].
7. ↑  . DANFS.   [9 December 2008].
8. ↑  . DANFS.   [9 December 2008].
9. ↑  . DANFS.   [9 December 2008].
10. ↑  Breck (1922), pp. 3–4
11. ↑   (PDF). Coast Defense Study Group. 2014: 232–233  [1 June 2016]. （原始内容 (PDF)存档于2016-04-18）.

## 外部連結
- （英文）—USA 14"/50 (35.6 cm) Mark 7, Mark 11 and Mark B - （页面存档备份，存于）